# 北非历史
北非历史是指北非的歷史。北非历史可分为史前时期、古典时期、伊斯兰化時期、殖民时期以及後殖民時期。已知公元前26万年左右，北非就出現了人類。 在石器時代，北非地区的气候与今天有很大不同，撒哈拉沙漠相對於現在更加潮湿，更像疏林草原。在中石器時代，北非东部地区出現了卡普萨文化。

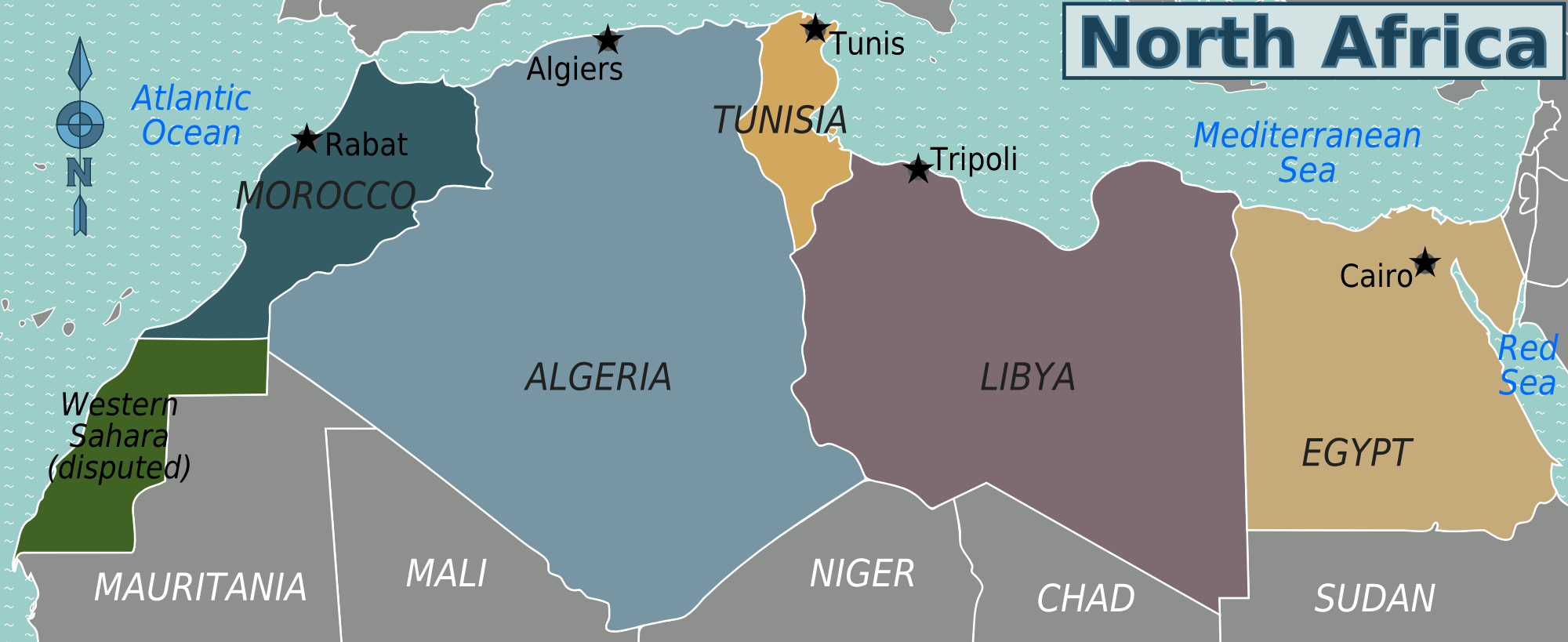
當代北非政治地圖